# Topana aguilari
Topana aguilari är en insektsart som beskrevs av Piza Jr. 1972. Topana aguilari ingår i släktet Topana och familjen vårtbitare. Inga underarter finns listade i Catalogue of Life.